# X射线晶体学

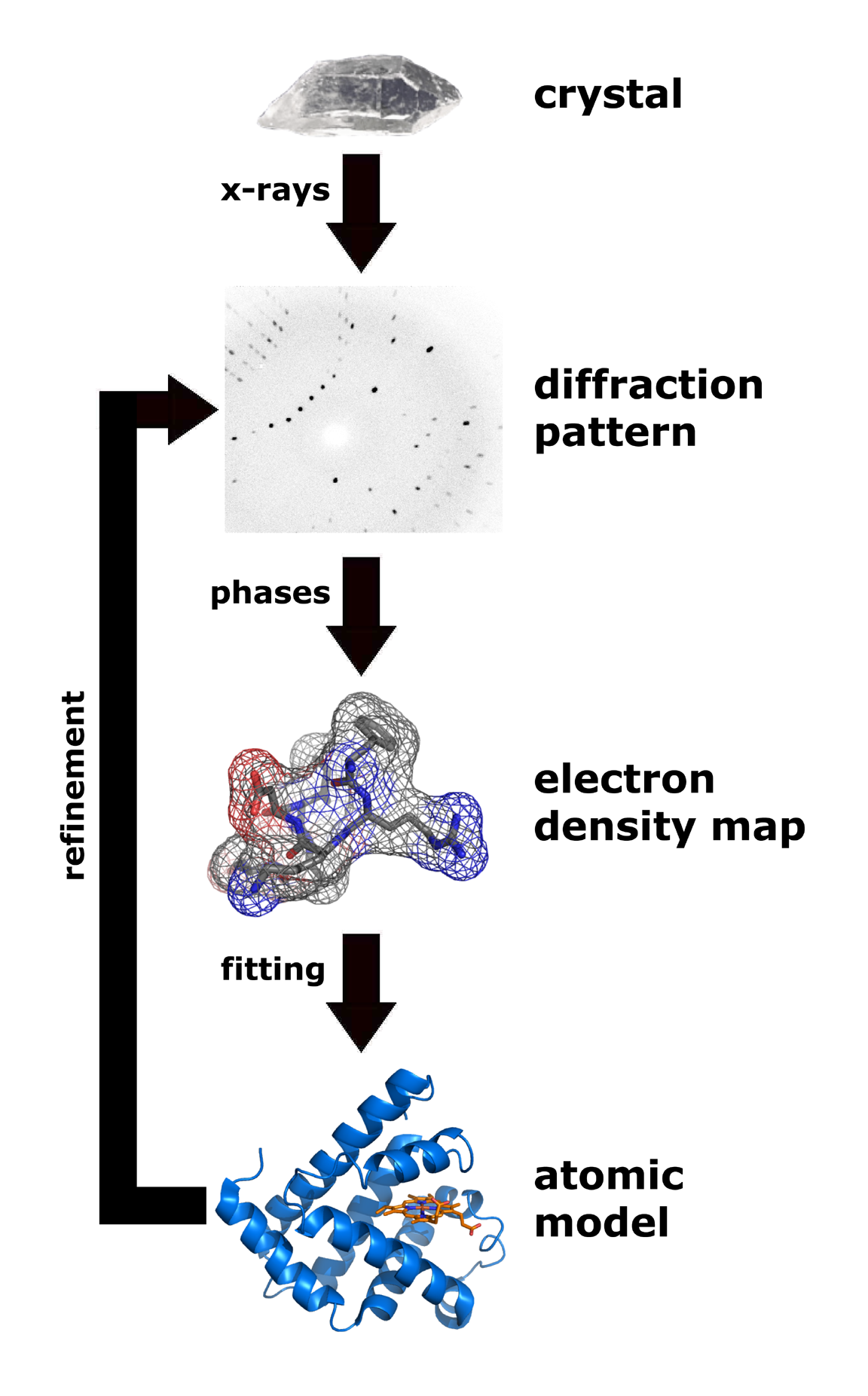
X射线晶体学在分子生物學的應用：利用X射线晶体学建構生物分子（此圖為蛋白質晶體）三維結構的流程

X射線晶體學（英語：X-ray crystallography）是一門利用X射線來研究晶體中原子排列的學科。更準確地說，利用電子對X射線的繞射作用，X射線晶體學可以獲得晶體中電子密度的分佈情況，再從中分析獲得关于原子位置和化学键的資訊，即晶體結構。
由于包括盐类、金属、矿物、半导体, 冰，催化剂，吸附剂在内的许多物质都可以形成晶体，X射线晶体学已经是许多学科的基本技术。这项技术最初主要被用于测量原子大小、化学键的类型和键长，以及其他的许多物质，尤其是矿物和合金。後來，X射线晶体学也揭示了许多生物分子的结构和功能，例如维生素、药物、蛋白质以及脱氧核糖核酸（DNA）。X射线晶体学如今仍然是从原子尺度研究物质结构的主要方法。

## 研究方法

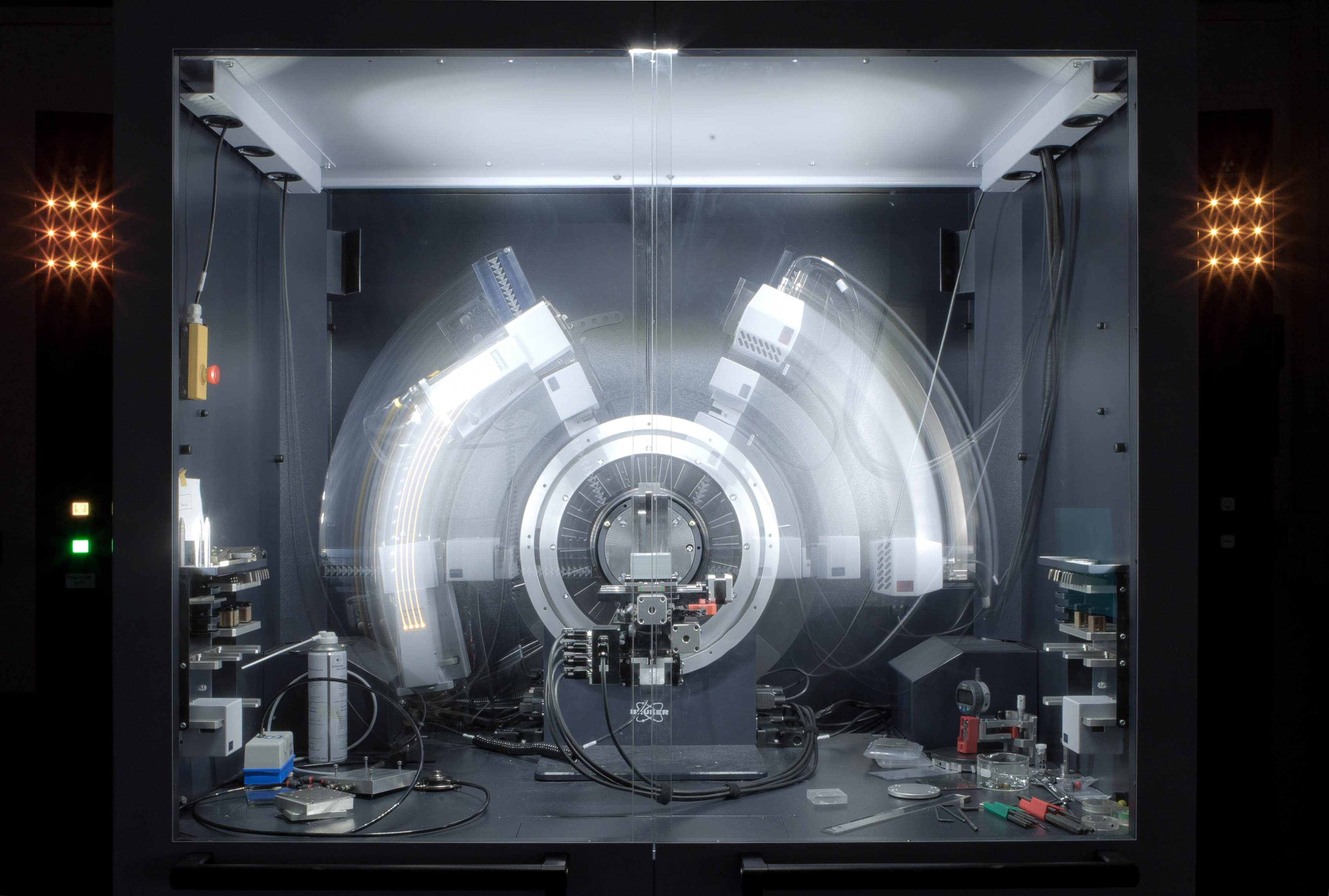
X射線晶體儀

### 概述（以高分子材料的X射線晶體學为主）
由於所有的原子都含有電子，並且X射線的波長範圍為0.001－10納米，其波長與成鍵原子之間的距離（約0.1-0.2納米）相當，因此X射線可用于研究各類分子的結構。但是，到目前為止還不能用X射線對單個的分子成像，因為沒有X射線透鏡可以聚焦X射線，而且X射線對單個分子的繞射能力非常弱，無法被探測。而晶體（一般為單晶）中含有數量巨大的方位相同的分子，X射線對這些分子的繞射疊加在一起就能夠產生足以被探測的信號。從這個意義上說，晶體就是一個X射線的信號放大器。X射線晶體學將X射線與晶體學聯繫在一起，從而可以對各類晶體結構進行研究，特別是蛋白質晶體結構。

### 获得晶体

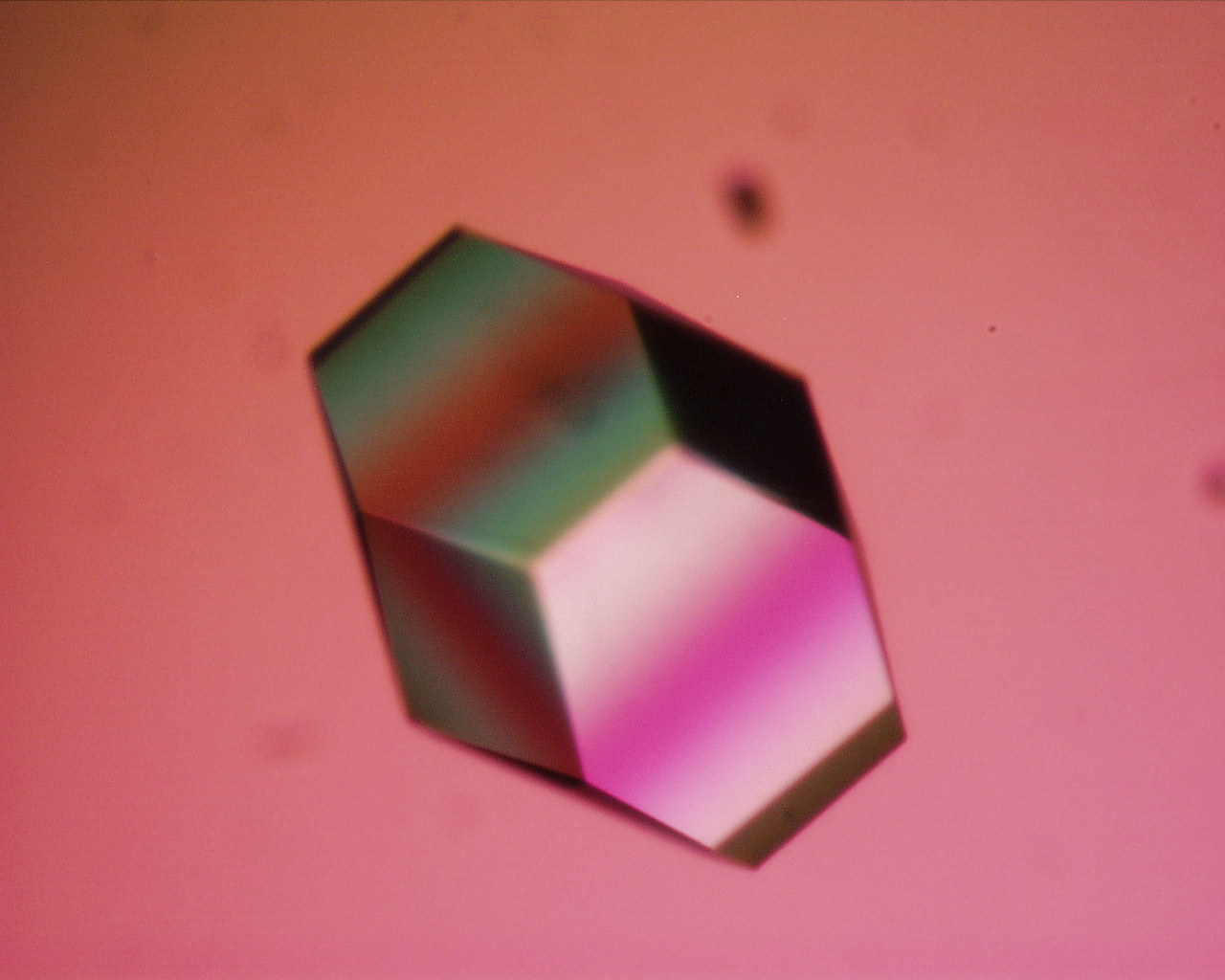
显微镜下的蛋白质晶体。用于X射线晶体学研究的晶体通常边长小于一个毫米。

通过X射线衍射分析结构必须首先获得样品的单晶。晶体生长的方法有很多，如气相扩散法、液相扩散法、温度渐变法、真空升华法、对流法等等，而目前应用最广泛的一种晶体生长方法是气相扩散法。气相扩散法又可以分为悬滴法、坐滴法、三明治法、油滴法和微量透析法。其中，悬滴法的使用频率最高。（以上方法都属于化学方法，通常，研究凝聚态物理的用得最多的是区熔法，以多晶材料为基础通过局部施加高温使其部分熔化后再结晶，从而逐渐得到大块的晶体，高分子材料通常不能承受过高温度，所以无法使用这种方法）
结晶时，生成晶体的溶液须先进入成核状态形成晶核，然后进入稳定态使晶体成长，才能获得足够大小的单晶。而合适的晶体生长条件往往极难预测，所以在获得初步的晶体生长条件后，需要对晶体生长条件进行优化，包括调整沉淀剂浓度（如聚乙二醇、盐类等）、pH值、样品浓度、温度、离子强度等。

### 衍射数据收集
在获得单晶之后，就需要进行衍射实验，即用X射线打到晶体上，产生衍射，并记录衍射数据。
由于结晶条件的苛刻和晶体本身的脆弱，操纵晶体时要小心防止将其破坏。有多种方法可用于固定晶体并控制其在衍射实验中的旋转。过去的一种方法是将晶体与母液一同吸入一根毛细玻璃管。如今常用的方法是将晶体置于玻璃或尼龙纤维上，并用液氮冷却X射线带来的能量。
X射线的来源主要有两种，一种是在常用X射线仪上使用的，通过高能电子流轰击铜靶（或鉬靶），产生多个特征波长的X射线，其中使用的CuKα的波长为1.5418Å；另一种就是利用同步辐射所产生的X射线，其波长可以变化。同步辐射X射线可以分为角散同步辐射（ADXD）和能散同步辐射（EDXRD）两种，角散同步辐射的实验原理与通常的X射线衍射仪是一样的，不过波长更低（如0.6199Å），能量更高；而能散使用白光入射，即入射光具有连续波长，收集的衍射信号是在固定角度进行的，它的分辩率较角散同步辐射低，技术要求也较低。现在中国的北京同步辐射装置（BSRF）已经升级成了角散的。
衍射数据（包括衍射点的位置和强度）的记录多采用像板或CCD探测器。

### 數據分析
對記錄到的繞射數據進行分析，可以獲得晶體所屬的晶系和對應的布拉菲晶格以及每個繞射點在倒晶格上的密勒指數和對應的強度。

### 晶体结构解析
由于晶体衍射图样实际上是晶体中所有原子的电子对X射线衍射的叠加，而现实中并不存在可以聚焦X射线的透镜，通过对衍射结果（用结构因子来表示）进行反傅立叶变换，才可以获得晶体中电子密度的分布。而结构因子是与波动方程相关的，计算结构因子需要获得波动方程中的三个参数，即振幅、频率和相位。振幅可以通过每个衍射点的强度直接计算获得，频率也是已知的，但相位无法从衍射数据中直接获得，因此就产生了晶体结构解析中的“相位问题（phase problem）”。
有几种解决相位问题的方法，其中分子置换法、同晶置换法和反常散射法常用于解析生物大分子结构。：
直接法：直接计算相位，常用于较小的分子（含有少于1000个氢原子以外的原子）。
Patterson法：
反常散射法：
同晶置换法：将一个高电子密度的金属原子导入到分子中。结合导入前后和金属原子本身的衍射结果解决相位问题。常用的有硒、铼等。
分子置换法：若分子的部分结构与已知结构的分子相似，可以结合已知分子的结构解决相位问题。

## 历史

### 早期结晶和X-射线
尽管人们自古以来就很喜欢漂亮的晶体，但科学化的研究是等到17世纪才开始的。约翰内斯·开普勒于1611年发现雪花的对称六角结构是由水分子规则性的排列组成。
尼古拉斯·斯坦诺于1669年研究晶体的对称性，他指出在同一个晶体上面与面的角度总是一样的。于1784年发现，晶体的结构都能被描述成把相同大小形状的物体重复有规则的排列。William Hallowes Miller与1839年给晶体的每一面各标上整数，密勒指数到现在还被用于确定晶体方向。
勒内·茹斯特·阿羽依的研究告诉我们晶体的正确概念，晶体是由晶体结构在三个方向上重复排列。
威廉·伦琴于1895年发现X射线。物理学家当时不清楚那是什么，怀疑他是电磁波（它的确是）。经许多实验的许多现象说明X射线是电磁波，但X射线同时有粒子的特性（它的确应该有，因为电磁波的载体是光子——一种粒子）。威廉·亨利·布拉格因为这点于1907年认为X射线不是电磁波。马克斯·冯·劳厄于1912年证实X射线确实是电磁波。

## 延伸阅读

### 国际晶体学表
- （英文） 5th edition, ed. Theo Hahn. Dordrecht: Kluwer Academic Publishers, for the International Union of Crystallography. 2002. ISBN 0-7923-6590-9.
- （英文）eds. Michael G. Rossmann and Eddy Arnold (编). . Dordrecht: Kluwer Academic Publishers, for the International Union of Crystallography. 2001. ISBN 0-7923-6857-6.
- （英文） 4th revised and enlarged edition, ed. Theo Hahn. Dordrecht: Kluwer Academic Publishers, for the International Union of Crystallography. 1996. ISBN 0-7923-4252-6.

### 研究文集
- （英文） edited by CW Carter, Jr. and RM Sweet. San Diego: Academic Press. 1997. ISBN 0-12-182177-3.
- （英文） edited by CW Carter, Jr. and RM Sweet. San Diego: Academic Press. 1997. ISBN 0-12-182178-1.
- （英文） 2nd edition, edited by A. Ducruix and R. Giegé. Oxford: Oxford University Press. 1999. ISBN 0-19-963678-8.

### 教科书
- （英文）Blow, D. . Oxford: Oxford University Press. 2002. ISBN 0-19-851051-9.
- （英文）Burns, G.; Glazer, A.M.  2nd. Boston: Academic Press, Inc. 1990. ISBN 0-12-145761-3.

- （英文）Clegg, W. . Oxford: Oxford University Press. 1998. ISBN 0-19-855-901-1.
- （英文）Cullity, B.D.  2nd. Reading, Massachusetts: Addison-Wesley Publishing Company. 1978. ISBN 0-534-55396-6.
- （英文）Drenth, J. . New York: Springer-Verlag. 1999. ISBN 0-387-98587-5.
- （英文）Giacovazzo, C; Monaco HL, Viterbo D, Scordari F, Gilli G, Zanotti G, and Catti M. . Oxford: Oxford University Press. 1992. ISBN 0-19-855578-4.
- （英文）Glusker, JP; Lewis M, Rossi M. . New York: VCH Publishers. 1994. ISBN 0-471-18543-4.
- （英文）Massa, W. . Berlin: Springer. 2004. ISBN 3540206442.
- （英文）McPherson, A. . Cold Spring Harbor, NY: Cold Spring Harbor Laboratory Press. 1999. ISBN 0-87969-617-6.
- （英文）McPherson, A. . John Wiley & Sons. 2003. ISBN 0-471-25122-4.
- （英文）McRee, DE. . San Diego: Academic Press. 1993. ISBN 0-12-486050-8.
- （英文）O'Keeffe, M.; Hyde, B.G. . Washington, DC: Mineralogical Society of America, Monograph Series. 1996. ISBN 0-939950-40-5.
- （英文）Rhodes, G. . San Diego: Academic Press. 2000. ISBN 0-12-587072-8., PDF copy of select chapters （页面存档备份，存于）
- （英文）Zachariasen, WH. . New York: Dover Publications. 1945. LCCN 67-0 – 0.

### 计算数据分析
- （英文）Young, R.A. (编). . Oxford: Oxford University Press & International Union of Crystallography. 1993. ISBN 0-19-855577-6.

### 历史
- （英文）Friedrich, W. . Die Naturwissenschaften. 1922, 10: 363–366. doi:10.1007/BF01565289.
- （英文）Lonsdale, K. . New York: D. van Nostrand. 1949.
- （英文）Bragg, William Lawrence, D. C. Phillips and H. Lipson. . New York: Dover. 1992. ISBN 0-486-67316-2.
- （英文）Ewald PP, editor, and numerous crystallographers. . Utrecht: published for the International Union of Crystallography by A. Oosthoek's Uitgeversmaatschappij N.V. 1962.
- （英文）Ewald, P. P., editor 50 Years of X-Ray Diffraction (Reprinted in pdf format for the IUCr XVIII Congress, Glasgow, Scotland, Copyright © 1962, 1999 International Union of Crystallography).
- （英文）Johannes Martin Bijvoet, Burgers WG, Hägg G, eds. . Utrecht: published for the International Union of Crystallography by A. Oosthoek's Uitgeversmaatschappij N.V. 1969.
- （英文）Johannes Martin Bijvoet, Burgers WG, Hägg G, eds. . Utrecht: published for the International Union of Crystallography by A. Oosthoek's Uitgeversmaatschappij N.V. 1972.